# Tricolor

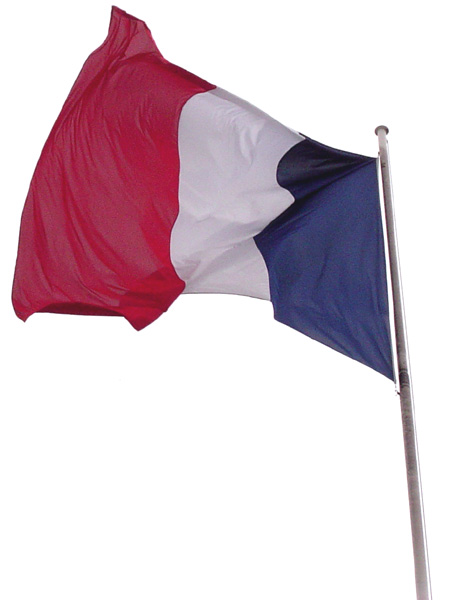
Drapelul francez, „le Tricolore”

Un tricolor (trei culori) este un steag sau drapel împărțit mai mult sau mai puțin egal (orizontal, vertical sau mai puțin frecvent, in diagonală) în trei benzi de culori diferite. Termenul nu se referă strict însă la numărul de culori; multe tricoloare au mai mult de trei culori, datorită prezenței unei embleme sau steme. Exemple de acest fel sunt drapelele Indiei și Republicii Moldova. Alte tricoloare prezintă benzi înguste de culoare pe marginile porțiunii centrale, pentru a o contrasta de porțiunile laterale. Acest procedeu, numit fimbriere, se regăsește pe drapelele Uzbekistanului, Keniei, Coreei de Nord și Gambiei.
Unul dintre cele mai vechi tricoloare folosite și în ziua de astăzi este drapelul Țărilor de Jos, iar dintre primele tricoloare verticale se numără drapelul Franței. Drapelul României este de asemenea un tricolor vertical.

## Exemple

Drapelul Armeniei (tricolor orizontal)
Drapelul României (tricolor vertical)
Drapelul Republicii Congo (tricolor in diagonală)
Drapelul Croaţiei (tricolor orizontal cu stemă)
Drapelul Mexicului (tricolor vertical cu stemă)
Drapelul Gambiei (tricolor fimbriat)
Drapelul Coreei de Nord (tricolor fimbriat)
Drapelul Ţărilor de Jos (cel mai vechi tricolor aflat incă în uz)